# 石联星
石联星（1914年—1984年），原名莲馨，女，湖北黄梅人，中华人民共和国演员。

## 生平
早年毕业于湖北省立高中。1932年到中央苏区瑞金任教，并开始戏剧活动。八一三事变后至长沙曾演出《疯了的母亲》、《壮丁》等剧目。1940年，任广西省艺术馆演员，演出过《国家至上》、《日出》等。1941年，到桂林参加新中国剧社。1944年，赴延安工作。1948年，加入中国共产党。1949年，任东北电影制片厂演员，主演影片《赵一曼》，并获1950年捷克第五届国际电影节演员优等奖。以后曾任北京人民艺术剧院导演，导演过《渔人之家》、《红岩》等。